# 王植时
王植时（1947年3月—），男，汉族，四川人，中华人民共和国政治人物，曾任全国工商联常委、辽宁省工商联主席、辽宁省政协副主席，全国政协委员。

## 生平
2008年，当选第十一届全国政协委员，代表中华全国工商业联合会，分入第二十一组。